# Babbo Natale (fumetto)

## Trama
Babbo Natale, dal naso paonazzo per il freddo, preferirebbe di gran lunga starsene a dormire piuttosto che andarsene in giro a consegnare regali nel freddo e nel gelo della notte invernale. Mentre, striscia dopo striscia, si prende cura dei suoi polli e delle sue renne, è tutto un borbottare, un rabbrividire.
La tenerezza è nei gesti  goffi, nella corpulenza impacciata, nelle carezze sul capo del cane e del gatto, nel partire, nonostante sogni l’estate tra i brividi, e nel mettersi al lavoro.
L’anticonformismo e la sincerità vanno di pari passo. Questo Babbo Natale dalla divisa rossa come tutti gli altri, dalla barba folta e bianca, dal berretto rosso, esattamente come tutti gli altri, è piuttosto umano. Si lamenta se non riesce a passare dal camino, se deve consegnare i regali in mezzo al mare, ai bimbi del faro, e ha da ridire su tutto. Però gioisce genuinamente se qualche bimbo attento gli ha lasciato un bel bicchiere di vino, e lo tracanna.